# Diecezja Mindat
Diecezja Mindat (łac. Dioecesis Mindatinus) – rzymskokatolicka diecezja w Mjanmie, część metropolii Mandalaj.

## Historia
Diecezję utworzył 25 stycznia 2025 papież Franciszek, wydzielając ją z dotychczasowego terenu diecezji Hakha. Katedrą został kościół Najświętszego Serca Pana Jezusa w Mindat. Pierwszym biskupem został mianowany Augustine Thang Zawm Hung.